# Dans sportiv

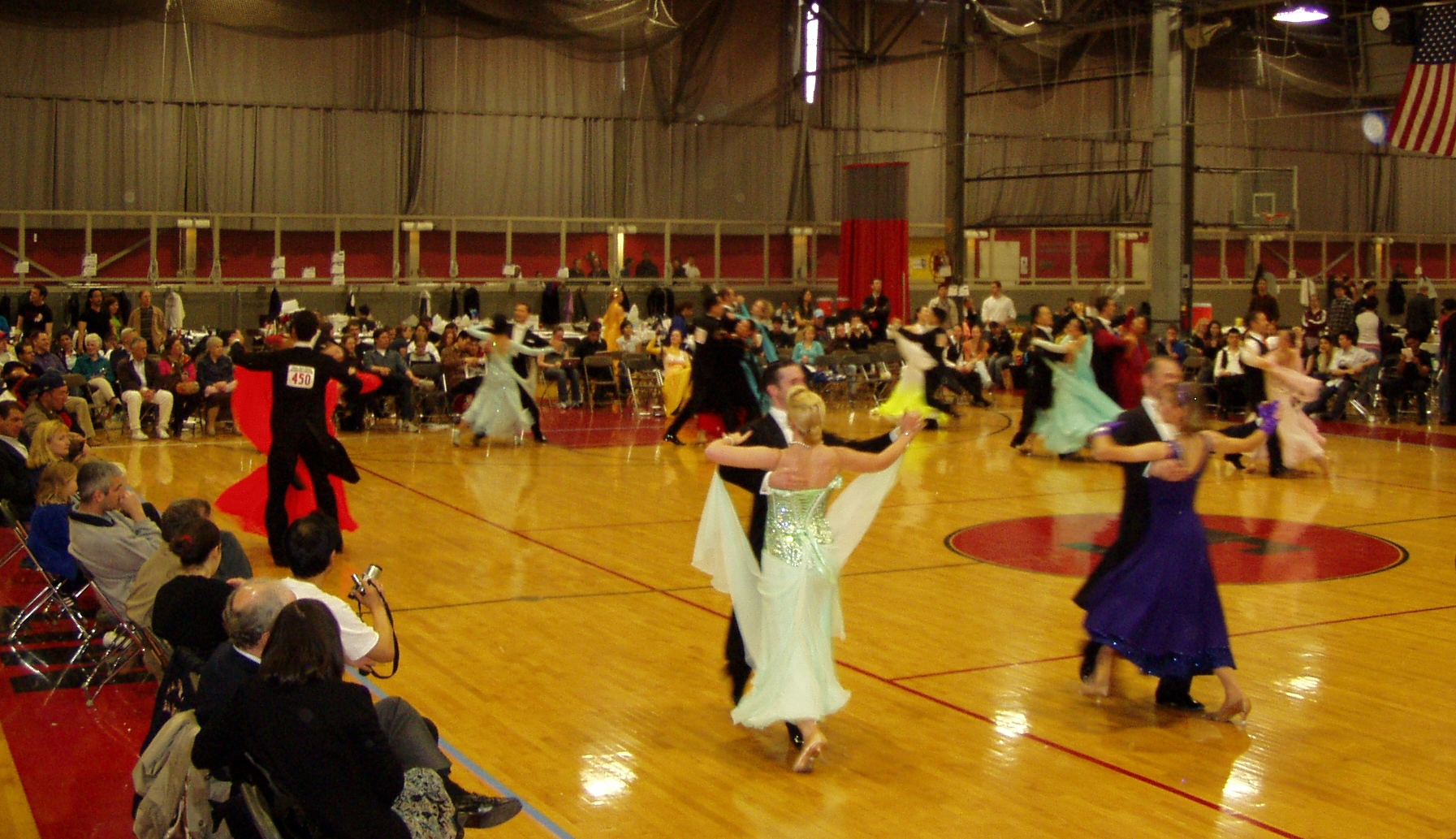
O competiție de dans sportiv pentru amatori la MIT.

Dansul sportiv înfățișează dansul ca pe o activitate sportivă de echipă.
Federația Internațională de Dans Sportiv, sau IDSF, este un grup organizatoric internațional pentru amatori, pe când Consiliul Mondial pentru Dans și Dans sportiv (CMD&DS) este organizația internațională pentru profesioniști.

## Secțiunea standard
- Vals lent
- Tango
- Vals vienez
- Slow fox
- Quick step

## Secțiunea latino-americană
- Samba
- Cha-cha-cha
- Rumba
- Paso doble
- Jive

## Legături externe
- Federatia Romana de Dans Sportiv[nefuncțională – arhivă]